# Jean Smerghetto
Jean Smerghetto (ur. 25 lutego 1984 w Wenecji) – włoski wioślarz.

## Osiągnięcia
- Mistrzostwa Świata Juniorów – Troki 2002 – dwójka podwójna – 2. miejsce[1].
- Mistrzostwa Świata – Monachium 2007 – dwójka podwójna – 18. miejsce[1].
- Mistrzostwa Europy – Ateny 2008 – dwójka podwójna – 6. miejsce[1].